# Turquía en los Juegos Olímpicos de Innsbruck 1964
Turquía estuvo representada en los Juegos Olímpicos de Innsbruck 1964 cinco deportistas masculinos que compitieron en esquí alpino.
El equipo olímpico turco no obtuvo ninguna medalla en estos Juegos.